# محمود عزت (بازیکن فوتبال)
محمود عزت (عربی: محمود عزت؛ زادهٔ ۵ مهٔ ۱۹۹۲) یک ورزشکار اهل مصر است.
از باشگاه‌هایی که در آن بازی کرده‌است می‌توان به دیپورتیوو ناسیونال اشاره کرد.
وی همچنین در تیم‌های ملی فوتبال Egypt U20 بازی کرده است.